# Canapé
Canapé w brydżu nazywamy metodę licytacyjną w której z ręką dwukolorową licytujemy najpierw krótszy kolor, a w następnym okrążeniu kolor dłuższy (w przeciwieństwie do naturalnych ustaleń według których najpierw licytowany jest kolor dłuższy).  W niektórych systemach licytacyjnych (takich jak Arno lub Rzymski Trefl) otwarcia na poziome jednego są zawsze canapé, w innych systemach takich jak MOSCITO otwarcia na poziomie jednego mogą ale nie muszą być canapé.
Zasada canapé została opracowana przez francuskiego teoretyka brydża Pierre'a Albarrana.